# San Ena Oneiro
San Ena Oneiro är debut-studioalbumet från den cypriotiska sångerskan Ivi Adamou. Det släpptes den 22 juli 2011 och innehåller 10 låtar. Albumet är producerat av Giannis Doxas. I samband med Adamous deltagande i Cyperns nationella uttagningsfinal till Eurovision Song Contest 2012 släpptes en ny version av albumet med titeln "Euro Edition" och som innehåller samma låtar som den vanliga versionen samt fyra nya spår. På den nya versionen finns förutom de tre bidrag Adamou sjöng i den nationella uttagningsfinalen även en grekisk version av ett av bidragen.

## Låtlista
1. "The Queen" – 3:41
2. "Kano Mia Efhi" (med Daddy Nek) – 3:28
3. "Voltes St' Asteria" – 3:56
4. "Fyge" – 3:16
5. "Kati Gia Na Piasto" – 3:34
6. "Krata ta matia sou klista" (med Melisses) – 3:39
7. "S' agapo ki as mou pire kairo" – 2:51
8. "Astrapes (Summer In My Head)" – 3:07
9. "Tis Agapis Ta Thimata" – 3:20
10. "San Ena Oneiro" (med Giorgos Papadimitrakis) – 3:13
11. "Call The Police" – 3:01 (endast Euro Edition)
12. "La La Love" – 3:02 (endast Euro Edition)
13. "You Don't Belong Here" – 3:01 (endast Euro Edition)
14. "Fotia Vrohi" – 3:01 (endast Euro Edition) 1

1 Grekiska versionen av "You Don't Belong Here"